# Edzard Ernst
Pour les articles homonymes, voir Edzard.
Edzard Ernst, né le 30 janvier 1948 à Wiesbaden (Hesse), est un médecin allemand naturalisé britannique. Formé en Allemagne et en Autriche à la médecine physique et de réadaptation, à l'homéopathie et à la chiropraxie, il est professeur de médecine complémentaire à l'université d'Exeter (Royaume-Uni) de 1993 à 2011, où il mène des analyses critiques des diverses thérapies alternatives.

## Biographie
Edzard Ernst naît le 30 janvier 1948 à Wiesbaden (Hesse)[réf. nécessaire]. Son père et son grand-père sont médecins. Son médecin de famille est homéopathe. Il aspire à être musicien mais sa mère le convainc de faire des études de médecine. Il se forme en Allemagne et en Autriche à la médecine physique et de réadaptation, à l'homéopathie et à la chiropraxie. Il commence sa carrière dans un « hôpital homéopathique » à Munich.
En 1993, il devient le premier professeur de médecine alternative au monde, à l’université d’Exeter, où il est doté d’une subvention d’un million de livres sterling. Le monde de la médecine alternative se réjouit d’avoir une reconnaissance universitaire, mais déchante rapidement : selon The Independent, Edzard Ernst devient « à la consternation de beaucoup le fléau de la médecine alternative ». Les thérapeutes alternatifs pensent qu’il veut leur mort. Mais il déclare : « lorsque les preuves sont positives, je le dis, lorsqu’elles ne le sont pas, je le dis ». D’après lui, sur 40 millions de sites web dédiés aux thérapies alternatives, 39,9 millions profèrent des mensonges. Ces mensonges sont parfois qualifiés de scandaleux lorsqu’ils trompent des malades atteints du cancer en les encourageant à se traiter avec des produits qui leur coûtent cher et réduisent leur espérance de vie. Il porte également une critique sur la médecine conventionnelle telle qu'elle est pratiquée actuellement pour laquelle il considère que les médecins manquent d’empathie et de temps,.
D’origine allemande, il est naturalisé britannique depuis 1999.
Il devient en 2011 fellow de l’organisation américaine Committee for Skeptical Inquiry.
Il crée deux journaux médicaux : Focus on Alternative and Complementary Therapies (en) et Perfusion (en).
Il donne régulièrement des conférences.
Depuis juin 2023, il est membre du comité de parrainage de l'Association française pour l'information scientifique.

## Recherches
Edzard Ernst a participé à de nombreuses publications médicales et scientifiques dans le domaine des médecines non conventionnelles. Il estime que peu d'entre elles devraient être conservées, et que les patients qui se tournent vers les médecines alternatives sont souvent en recherche d'une relation thérapeutique de meilleure qualité que celle qu'ils ont avec leur médecin généraliste.
Il était au début de sa carrière impressionné par les effets apparents de l'homéopathie, pensant qu'il y avait peut-être un quelconque phénomène à découvrir, pour aboutir plusieurs années plus tard à la conclusion qu'elle ne repose que sur l'effet placebo,.
Ernst analyse dans son ouvrage co-écrit avec Simon Singh, Médecines douces : info ou intox ?, la réalité scientifique des effets de plusieurs pratiques ou thérapies alternatives, relevant que rares sont celles qui ont un faible effet démontré au-delà du placebo et rappelant qu’un des principaux dangers de l'usage de médecines alternatives est le retard voire l'absence de soins ayant prouvé leur efficacité. Il indique dans une interview en 2019 dans L'Express : « Si on calcule le pourcentage des soins alternatifs réellement efficaces pour au moins une maladie, j'estime qu'on arrive à un chiffre inférieur à 5 % ». Il pointe par ailleurs un problème au niveau de l'éthique de ces pseudo-médecines et de leurs praticiens : « la plupart des thérapies douces ne permettent pas de traiter les pathologies pour lesquelles elles sont vendues. Autrement dit elles ne font aucun bien. À l'inverse, beaucoup peuvent faire un mal considérable - directement, par des effets indésirables, ou indirectement, en retardant des soins efficaces. Autre exemple, le consentement éclairé des patients : les "thérapeutes" informent-ils vraiment les patients de l'efficacité réelle des "traitements" proposés ? En réalité, dans la plupart des cas, les praticiens spécialisés dans les médecines douces violent toutes les normes de l'éthique médicale. »
Parmi les traitements alternatifs, il fait, en 2008, une liste de ceux qui génèrent probablement selon lui « plus de bien que de mal » : il s'agit principalement d'extraits de plantes, comme le millepertuis (pour la dépression), l'aubépine (insuffisance cardiaque congestive) et la gomme de guar (diabète). Il mentionne également une poignée de pratiques alternatives (à l'exception des régimes, vitamines, biofeedback, et traitement préventifs) qui semblent comparables à des soins conventionnels concernant des troubles particuliers : l'acupuncture pour les nausées et l'arthrose, l'aromathérapie/massage en tant que traitement palliatif du cancer, l'hypnose pour la pénibilité du travail, le massage, la musicothérapie et la relaxation pour l'anxiété, ainsi que l'insomnie pour cette dernière.

## Polémique
Ernst critique le Prince Charles, estimant qu'il fait la promotion des thérapies alternatives, et qu'il induit le public en erreur. Il l'accuse notamment de vendre, via l'entreprise The Prince’s Trust qui commercialise des produits issus de son exploitation agricole biologique, des remèdes de détoxication douteux à base de plantes (pissenlit, artichaut), sans fondement scientifique et d'être un « snake oil salesman » (marchand de poudre de perlimpinpin),. Ernst a critiqué ouvertement le Rapport Smallwood (en) paru en 2005 et a été accusé par le secrétaire privé du Prince Charles d'avoir rompu un accord de confidentialité concernant ce rapport. L'enquête réalisée par l'université d'Exeter a été très désagréable pour lui et bien qu'elle ait accepté son innocence, il dit être devenu persona non grata et ses financements ont été coupés. Il se retire en 2011, deux ans avant la fin de son poste.[réf. nécessaire]
Avec la sortie de son livre More Harm Than Good? en 2018, Ernst critique de nouveau le Prince Charles, lequel est depuis longtemps partisan de l'homéopathie et se fait aussi le défenseur d'autres pratiques pseudo-scientifiques telles que l'iridologie. La maison royale a répondu que le livre dénaturait les positions du Prince et qu'il n’était pas étonnant que ce livre soit plus critique que lui sur les médecines alternatives étant donné son titre et son objet.

## Ouvrages
Edzard Ernst est un auteur prolifique, deux de ses livres ont été traduits en langue française.
- (en) Homoeopathy : a critical appraisal (avec Eckhart G. Hahn, assistés de Benno Brinkhaus, Christian Hentschel et Gernot Schindler), Oxford, Butterworth-Heinemann (en), 1998, 240 p. (ISBN 0-7506-3564-9 et 9780750635646, OCLC 489086003)..
- (en) The Desktop Guide to Complementary and Alternative Medicine : an evidence-based approach (avec Max H. Pittler et Barbara Wider (co-éditeurs), Kate Boddy (assistant éditeur), David Eisenberg et Brian M. Berman (préface)), Philadelphie, Mosby (en) Elsevier, 2006 (réimpr. 2010), 2e éd. (1re éd. 2001), 556 p. (ISBN 9780723433835, OCLC 1239339481).
  - Médecines alternatives, le guide critique [« The desktop guide to complementary and alternative medicine: an evidence-based approach »] (trad. de l'anglais par Kraus Biomédical, coordination scientifique de l’édition française : Jean-Michel Marbouty), Elsevier, 2005, 504 p. (ISBN 9782842996413, OCLC 62609497, lire en ligne )
- (en) Complementary Therapies for Pain Management : An Evidence-Based Approach (avec Max H. Pittler et Barbara Wider (co-éditeurs), Kate Boddy (assistant éditeur) et Andrew Moore (préface)), Boston, MA, Elsevier/Mosby (en), 2007, 349 p. (ISBN 978-0-7234-3400-9, OCLC 854958359, lire en ligne).
- (en) The Oxford Handbook of Complementary Medicine (avec Max H. Pittler, Barbara Wider et Kate Boddy), Oxford University Press, 13 mars 2008, 448 p. (ISBN 978-0-19-920677-3, OCLC 1223006412).
- (en) Trick or treatment? : Alternative medicine on trial (avec Simon Singh), London, Transworld (en), 2009 (1re éd. 2008), 410 p. (ISBN 9780552157629, OCLC 908424223).
  - Médecines douces : info ou intox ? [« Trick or Treatment? Alternative Medicine on Trial »] (trad. de l'anglais par Marcel Blanc, avec Simon Singh), Paris, Cassini, 2014, 416 p. (ISBN 978-2-84225-208-3, OCLC 886619515)
  - La vérité sur les médecines alternatives (trad. de l'anglais par Marcel Blanc, avec Simon Singh), Paris, Cassini, 2019, 416 p. (ISBN 978-2-84225-266-3, lire en ligne)

- (en) A Scientist in Wonderland : A memoir of searching for truth and finding trouble, Exeter, UK, Imprint Academic, 2015, 173 p. (ISBN 978-1845407773, OCLC 995500676)

- (en) More Harm Than Good? : The Moral Maze of Complementary and Alternative Medicine (avec Kevin Smith), Cham, Switzerland, Springer, 2018, 223 p. (ISBN 978-3319699400, OCLC 1005108743)

- (en) SCAM : So-Called Alternative Medicine, Exeter, UK, Imprint Academic, coll. « Societas », 1er juin 2018, 225 p. (ISBN 978-1845409708, OCLC 1014131857)

- (en) Don’t Believe What You Think : Arguments For and Against SCAM, Exeter, Ingram Book Company, coll. « Societas », 7 avril 2020, 261 p. (ISBN 9781788360081, OCLC 1111150677)